# Chrysosoma triligatum
Chrysosoma triligatum är en tvåvingeart som beskrevs av Becker 1922. Chrysosoma triligatum ingår i släktet Chrysosoma och familjen styltflugor. Inga underarter finns listade i Catalogue of Life.